# Nový rybník (Tchořovice)
Nový rybník je rybník západně od obce Tchořovice ve vzdálenosti 1,5 km v okrese Strakonice v Jihočeském kraji v České republice. Nachází se v Blatenské pahorkatině.

## Pobřeží
Rybník má oválný tvar. Nacházejí se na něm dva ostrůvky. Po hrázi na východním břehu vede silnice z Lnáří do Kadova a nachází se zde malý lesík. Jižní břeh lemuje silnice z Tchořovic do Hradiště

## Vodní režim
Rybníkem protéká potok Kopřivnice a přivaděč od Hradišťského potoka. Oba potoky jsou přítoky řeky Lomnice a ústí od ní těsně pod hrází rybníka.

## Využití
Využívá se pro chov ryb. Je však také přírodní rezervací pro vodní ptactvo pod názvem Nový Rybník u Lnář.

## Historie
V roce 1945 na konci druhé světové války se u rybníka setkaly americká a sovětská armáda při osvobozování území Československa.